# 上田徹一郎
上田 徹一郎（うえだ てついちろう、1930年8月21日 - 2013年4月17日 ）は、日本の法学者。専門は民事訴訟法。学位は、法学博士（関西学院大学・論文博士・1986年）（学位論文「判決効の範囲 -範囲決定の構造と構成-」）。関西学院大学名誉教授。

## 人物
受験新報の連載をベースとして作成された後掲『民事訴訟法』は、判例と同じ旧訴訟物理論をとる数少ない体系的教科書であるだけでなく、判例・通説を中心に学説が分かり易く整理されていることから、司法試験受験生や法律実務家に幅広く支持され版を重ねている。
民法学者である同志社大学法学部教授上田誠一郎（うえだ せいいちろう、1961年 - ）は実子。趣味はクラシック音楽鑑賞。自宅には音楽鑑賞専用室を設けるほど。
柚木馨が法律学全集19巻『担保物権法』を執筆した際には文献収集を担当した。

## 学説
出世作は、後掲『判決効の範囲』で、その内容は以下のとおりである。既判力の時的限界、つまり、前の裁判で形成権を行使できたにもかかわらず、その判決が確定した後に形成権を行使して前訴確定判決の内容を争うことができるか、という論点について、原則として前訴確定判決の内容を争うことはできないとして遮断効を認める見解と、原則として遮断効を認めない見解が対立してきた。上田は、かかる見解の対立を時間的な前後関係による形式的な判断にすぎないとして批判した上で、形成権の行使といっても、それぞれ利害状況が異なるとして利益考量を経た上で、実体法上の地位との関係で、前訴で形成権を行使すべきであったにもかかわらず、それをしなかった場合に遮断効を認めるとの提出責任説を主張した。
また、上田は、訴訟物について、判例と同じく旧訴訟物理論・実体法説をとる。そして、同説と新訴訟物理論・訴訟法説は対立する理論上の出発点の違いにもかかわらず、いずれも例外的処置を認めなければならず、その違いは相対化しているとした上で、新訴訟物理論によって指摘された旧訴訟物理論の不都合は、当事者による訴えの併合、裁判所による釈明権の行使等によって解決可能であり、判例および実務によって、旧訴訟物理論に基づく法解釈および運用が長期間にわたり形成され、共通の基準となってきたのには、当事者および裁判所の双方にとって、攻撃防御の対象、主張責任や立証責任の帰属の明確性という捨てがたいメリットがあったからであるとする。その上で、上田は、要件事実が同質である範囲内であれば、新実体法説の説くように１回的紛争解決の要求を重視することも考えられるが、その統合の基準も論者によってまちまちで共通の認識が達していない現状下では、未解決の問題が多々残っており採用することはできないとする。
以上のように上田の学説は、実体法的な考え方にも訴訟法的な考え方にも偏ることのないバランスのとれた穏当なものであるだけでなく、このような解釈態度はそもそも民事訴訟法の目的において緊張的多元説をとることから導かれるもので体系的にも一貫しており、形式論理重視の学説や現実の訴訟運営を軽視する学説に不満をもっている者にとっては妥当な結論と明快な基準を提供するものであると評されており、法律実務家の信用も厚い。

## 略歴
- 1949年 灘高等学校卒業
- 1953年 神戸大学法学部卒業
- 1958年 関西学院大学法学部専任講師
- 1962年 関西学院大学法学部助教授
- 1969年 関西学院大学法学部教授
- 1990年 兵庫県収用委員会会長（1994年まで）
- 1991年 旧司法試験第二次試験考査委員（1997年まで）[6]
- 1999年 大阪経済法科大学法学部特別選任教授
- 2004年 姫路獨協大学法科大学院特別教授
- 2007年 姫路獨協大学退職[7]

## 著書
- 『判決効の範囲-範囲決定の構造と構成-』（有斐閣、1985年）ISBN 4641036195
- 『民事訴訟法』（法学書院、初版1988年、2版1997年、7版2011年[稲葉一人補訂]）
- 『当事者平等原則の展開』（有斐閣、1997年）
- 『判決効と当事者平等原則』（法と政治48巻1号）
- 「当事者の訴訟上の地位－当事者平等原則の展開」『講座民事訴訟法3』